# Kio Yamada
Kio Yamada (japanisch 山田 葵士 Yamada Kio; * 22. Januar 2000 in der Präfektur Chiba) ist ein japanischer Fußballspieler, der zuletzt für den YSCC Yokohama spielte.

## Karriere
Yamada erlernte das Fußballspielen in der Jugendmannschaft von Kashiwa Reysol. Im April 2017 wechselte er nach Deutschland in die Jugend des FC Düren-Niederau. Bereits Anfang 2018 wurde er von der Jugendakademie des deutschen Bundesligisten Bayer 04 Leverkusen verpflichtet. Für die A-Junioren debütierte er nach Einwechslung gegen Arminia Bielefeld in der A-Junioren-Bundesliga. Insgesamt kam er in der Saison 2017/18 siebenmal zum Einsatz. Bei seinem ersten Einsatz in der Folgesaison stand er über 90 Minuten auf dem Rasen und schoss gegen den MSV Duisburg sein erstes Tor im Trikot der Leverkusener U19-Mannschaft. In der gesamten Spielzeit 2018/19 kam er zu 13 Einsätzen und schoss drei Tore. Seinen ersten Vertrag unterschrieb er 2019 bei YSCC Yokohama. Der Verein spielte in der dritthöchsten Liga des Landes, der J3 League. Dort spielte er am 29. September 2019 (24. Spieltag) das erste und bislang einzige Mal für den Verein. Am 1. Februar 2020 verließ er Yokohama jedoch schon wieder in Richtung eines unbekannten Vereins.